# Числительное в финском языке
Числительное в финском языке — часть речи, обозначающая количество предметов или обозначающая их порядок в счёте. Числительные входят в определённую систему, но некоторые из неё выпадают.

## Количественные числительные
Ниже в таблице приведены количественные числительные в разных падежах, причём формы некоторых существительных не всегда соответствуют правилам склонения.
| Числительное | Номинатив            | Генитив   | Партитив                | Иллатив    |
| ------------ | -------------------- | --------- | ----------------------- | ---------- |
| 0            | nolla                | nollan    | nollaa                  | nollaan    |
| 1            | yksi                 | yhden     | yhtä                    | yhteen     |
| 2            | kaksi                | kahden    | kahta                   | kahteen    |
| 3            | kolme                | kolmen    | kolmea                  | kolmeen    |
| 4            | neljä                | neljän    | neljää                  | neljään    |
| 5            | viisi                | viiden    | viittä                  | viiteen    |
| 6            | kuusi                | kuuden    | kuutta                  | kuuteen    |
| 7            | seitsemän или seiska | seitsemän | seitsemää или seitsentä | seitsemään |
| 8            | kahdeksan или kasi   | kahdeksan | kahdeksaa               | kahdeksaan |
| 9            | yhdeksän или ysi     | yhdeksän  | yhdeksää                | yhdeksään  |
| 10           | kymmenen             | kymmenen  | kymmentä                | kymmeneen  |

### Двузначные числа
Для получения чисел от 11 до 19 после чисел от 1 до 9 ставится слово toista — партитивная форма слова «toinen», обозначающего буквально «из второго десятка». Здесь и далее в образцах написания дефисы показывают только разделение морфем и составных частей слов, при этом сами слова на письме дефисом никогда не разделяются. Таким образом, 11 пишется как «yksi-toista» (один из второго десятка), 12 — «kaksi-toista» (два из второго десятка) и так далее вплоть до 19 — «yhdeksän-toista» (девять из второго десятка).
В старофинском языке по подобному правилу образовывались абсолютно все составные числительные, но теперь такой принцип считается устаревшим, а суффикс toista теперь означает просто «из второго». Так, число 20 — «kaksi-kymmentä» (два десятка), 21 — «yksi-kolmatta» (один из третьего), 22 — «kaksi-kolmatta» (два из третьего) и так далее до 29 — «yhdeksän-kolmatta» (девять из третьего). Соответственно, 31 — «yksi-neljättä» (один из четвёртого), 41 — «yksi-viidettä» (один из пятого). В старинных формах иногда добавлялось слово kymmentä («десятка»), что позволяло записывать 11 как «yksi-toista-kymmentä» (один из второй декады) и 25 как «viisi-kolmatta-kymmentä» (пять из третьего десятка).
В настоящее время круглые числительные формируются путём добавления «kymmentä» к числительному от 1 до 9. 20 — «kaksi-kymmentä» (два десятка), 30 — «kolme-kymmentä» (три десятка), 40 — «neljä-kymmentä» (четыре десятка) и так далее до 90 — «yhdeksän-kymmentä» (девять десятков). В современном финском языке составных числительных десятки и единицы идут отдельно: таким образом, 21 — «kaksi-kymmentä yksi» (два десятка и один), 22 — «kaksi-kymmentä kaksi» (два десятка и два), 23 — «kaksi-kymmentä kolme» (два десятка и три).

### Сотни и тысячи
Для образования сотен добавляется суффикс sata. 100 обозначается просто как «sata», 200 — «kaksisataa» и так далее. По аналогии для тысяч добавляется суффикс tuhat: 1000 обозначается просто как «tuhat», 2000 — «kaksituhatta» и так далее. На основании этих правил число 3721 будет записано как kolme-tuhatta-seitsemän-sataa-kaksi-kymmentä-yksi (на письме дефисы не ставятся, здесь они только разделяют морфемы).

### Годы
В старофинском языке годы определялись путём подсчёта веков: 1922 год записывался как yhdeksäntoistasataa kaksikymmentäkaksi. В настоящее время этот принцип не применяется, этот год записывается как tuhatyhdeksänsataa kaksikymmentäkaksi. В больших числах группы из трёх разрядов разделяются пробелами как при записью цифрами, так и прописью, а миллионы (miljoona) указываются отдельно. Число 32 534 756 записывается как kolme-kymmentä-kaksi miljoonaa viisi-sataa-kolme-kymmentä-neljä-tuhatta seitsemän-sataa-viisi-kymmentä-kuusi (на письме не указываются дефисы).

### Склонение
Числительные склоняются по падежам, причём склоняются все части числительного, кроме toista.
- Существительные при согласовании с числительным, стоящим в единственном числе и именительном падеже, ставятся в единственное число и в частичный падеж, если числительное не является единицей и если существительному не надо ставиться в другой падеж.
- Если же числительное — единица (yksi) и стоит в единственном числе именительного падежа, то существительное и связанные с ним прилагательные также ставятся в единственное число и именительный падеж.
- Если существительное стоит не в именительном падеже, то числительное и прилагательные ставятся в тот же падеж.

| Финский                             | Русский                   |
| ----------------------------------- | ------------------------- |
| yksi päivä                          | один день                 |
| kaksi päivää                        | два дня                   |
| kahtena päivänä                     | в течение двух дней       |
| kahdessatoista maassa               | в двенадцати странах      |
| kolmellekymmenelleviidelle hengelle | для тридцати пяти человек |

### Группы и наборы
У числительных есть множественное число, при котором речь идёт о парах, тройках или группах иных предметов (частях тела или предметах одежды и обуви). Названия предметов ставятся во множественное число; падежи у существительных и числительных одни и те же.
| Финский                          | Русский                        |
| -------------------------------- | ------------------------------ |
| kahdet saappaat                  | две пары сапог                 |
| kolmissa jalanjäljissä           | три группы следов              |
| Neljät häät ja yhdet hautajaiset | Четыре свадьбы и одни похороны |

Этимология чисел от 1 до 7 уникальна по-своему. Числа «восемь» (kahdeksan) и «девять» (yhdeksän) явного объяснения в написании не имеют. По одной версии, они были составными и подразумевали вычитание: kaks-teksa (десять-два, восемь) и yks-teksa (десять-один, девять), а реконструированная форма *teksa была похожа на числительное индоевропейских языков под названием «десять». По другой версии, расшифровка была kakt-e-ksä (сам без двух) и ykt-e-ksä (сам без одного), где eksa была формой ei (нет), схожей с карельским возвратным склонением.

## Порядковые числительные
Обычно порядковые числительные формируются путём добавления s в конце. Числительные «первый» и «второй» имеют собственную структуру, не подчиняющуюся правилу.
| Финский     | Перевод   |
| ----------- | --------- |
| ensimmäinen | первый    |
| toinen      | второй    |
| kolmas      | третий    |
| neljäs      | четвёртый |
| viides      | пятый     |
| kuudes      | шестой    |
| seitsemäs   | седьмой   |
| kahdeksas   | восьмой   |
| yhdeksäs    | девятый   |
| kymmenes    | десятый   |

Для числительных от 11 до 19 меняется первая часть слова, причём слова «первый» и «второй» снова подчиняются правилу.
| Порядковые числительные от 11 до 19 | Порядковые числительные от 11 до 19 |
| Финский                             | Перевод                             |
| ----------------------------------- | ----------------------------------- |
| yhdestoista                         | одиннадцатый                        |
| kahdestoista                        | двенадцатый                         |
| kolmastoista                        | тринадцатый                         |
| neljästoista                        | четырнадцатый                       |
| viidestoista                        | пятнадцатый                         |
| kuudestoista                        | шестнадцатый                        |
| seitsemästoista                     | семнадцатый                         |
| kahdeksastoista                     | восемнадцатый                       |
| yhdeksästoista                      | девятнадцатый                       |

Для числительных от 20 до 99 окончание -s добавляется ко всем частям числительного. Неправильная форма для числительных «первый» и «второй» принимается только в самом конце; правильная форма распространена не так широко.
| Порядковые числительные от 20 до 23               | Порядковые числительные от 20 до 23 |
| Финский                                           | Перевод                             |
| ------------------------------------------------- | ----------------------------------- |
| kahdeskymmenes                                    | двадцатый                           |
| kahdeskymmenesensimmäinen или kahdeskymmenesyhdes | двадцать первый                     |
| kahdeskymmenestoinen или kahdeskymmeneskahdes     | двадцать второй                     |
| kahdeskymmeneskolmas                              | двадцать третий                     |

«Сотый» по-фински sadas, «тысячный» — tuhannes. Отсюда «3721-й» —  kolmas-tuhannes-seitsemäs-sadas-kahdes-kymmenes-ensimmäinen (числительное пишется вообще без дефисов). Эти числительные также склоняются.
| Финский                       | Перевод              |
| ----------------------------- | -------------------- |
| kolmatta viikkoa              | уже третью неделю    |
| viidennessätoista kerroksessa | на пятнадцатом этаже |
| tuhannennelle asiakkaalle     | тысячному покупателю |

В числительных от 11 до 19 toista является партитивной формой toinen, именно поэтому toista не склоняется. Длинные порядковые числительные пишутся точно так же, как и количественные: 32534756-й пишется как kolmas-kymmenes-kahdes miljoonas viides-sadas-kolmas-kymmenes-neljäs-tuhannes seitsemäs-sadas-viides-kymmenes-kuudes.

## Имена для чисел
В финском языке встречаются производные от числительных существительные (по аналогии с fiver для названия пятидолларовой монеты в английском или niner как термином из радиосвязи, а также немецкими 7er, 190er, 205er). Они указывают собственно на число, а не количество или порядковый номер.
| Финский                                       | Перевод   |
| --------------------------------------------- | --------- |
| nolla                                         | нуль      |
| ykkönen                                       | единица   |
| kakkonen                                      | двойка    |
| kolmonen                                      | тройка    |
| nelonen                                       | четвёрка  |
| viitonen                                      | пятёрка   |
| kuutonen                                      | шестёрка  |
| seitsemän, seitsemäinen, seitsikko или seiska | семёрка   |
| kahdeksan, kahdeksikko или kasi               | восьмёрка |
| yhdeksän, yhdeksikkö или ysi                  | девятка   |
| kymmenen или kymppi                           | десятка   |

Kahdeksikko является отсылкой на форму числа. Также в финском есть следующие примеры:
- Kolmonen — трамвай №3, kolmosella — [ехать] трамваем №3.
- Seiska — название журнала «7».
- ysikolmonen — автомобиль 93-го года выпуска
- satayiskymppi — Mercedes 190E или 190-й «Мерседес»
- kaks(i)sataaviitoset или kaks(i)sataaviitosia — автомобиль с шинами размера 205
- sata kuutonen — автобус №106
- viitonen — счёт на €5, kymppi — счёт на €10, kaksikymppinen — счёт на €20, satanen — счёт на €100.

## Числительные в разговорной речи
В разговорной речи конечная гласная i в словах yksi, kaksi, viisi, kuusi, как конечная a в числительных от 11 до 19, часто выпадает. Также в круглых числах сокращается kymmentä до kyt, отсюда появляются укороченные формы слов kolkyt (30), nelkyt (40), viiskyt (50), kuuskyt (60), seiskyt (70). При устном счёте от 1 до 5 могут быть традиционный yksi kaksi kolme neljä viisi или сокращённые yks kaks kol nel viis или yy kaa koo nee vii.